# Мэнли, Том
То́мас (Том) Ро́нальд Мэ́нли (англ. Thomas Ronald Manley; 7 октября 1912 — 4 июля 1988) — английский футболист, выступавший на позиции крайнего левого нападающего и хавбека.

## Футбольная карьера
Том Мэнли начал футбольную карьеру в клубе «Нортуич Виктория». В сентябре 1930 года перешёл в «Манчестер Юнайтед», а 5 декабря 1931 года дебютировал за клуб в матче Второго дивизиона против «Миллуолла». Выступал за «Юнайтед» на протяжении 8 сезонов, в течение которых провёл 195 матчей и забил 41 гол. В июле 1939 года перешёл в «Брентфорд». Во время войны сыграл за «Брентфорд» 23 матча, а также провёл несколько матчей за «Манчестер Юнайтед» в качестве приглашённого игрока. После окончания войны продолжил выступления за «Брентфорд», став капитаном клуба. 30 сентября 1951 года провёл свой последний матч за «пчёл».
В 1952 году был назначен главным тренером клуба «Нортуич Виктория», но пробыл в этой должности всего несколько месяцев.
Умер 4 июля 1988 года в возрасте 75 лет.